# Nepticula vincamajorella
Nepticula vincamajorella is een vlinder uit de familie van de dwergmineermotten (Nepticulidae). De wetenschappelijke naam van de soort is voor het eerst geldig gepubliceerd in 1964 door Hartig.